# Dysstroma septentrionata
Dysstroma septentrionata là một loài bướm đêm trong họ Geometridae.